# Liste des seigneurs d'Heilly
La seigneurie d'Heilly était située en Picardie, dans la vallée de la Somme, en amont d'Amiens et non loin de Corbie.

Blason de Heilly : De gueules, à une bande fusellée d'or

## Seigneurs

### Jean
Jean combattit à Poitiers en 732.

### Famille d'Heilly
- Nocher d'Heilly (986-1048)
- Thibaud d'Heilly, son fils (1011-1062) épouse Blanche d'Acheux (morte en 1068)
- Huon d'Heilly (1025-1087) épouse Mahaud de Péronne (1035-1087)
- Foulques d'Heilly (1061-1129) épouse Marie de Clermont (1076-1131)

Fin de la branche aînée

#### Seigneurs d'Heilly (branche cadette)
- Gautier Ier, seigneur d'Heilly (1035-1078), fils de Thibaud d'Heilly et de Blanche d'Acheux, frère de Huon d'Heilly, épouse Hortense de Raincheval (1047-1089)
- Thibaud II d'Heilly, leur fils, seigneur d'Heilly, épouse Mathilde d'Encre (1074-1128)
- Gautier II d'Heilly (1105 - vers 1180), leur fils, épouse Gilette de Blois (né en 1100), fille d'Étienne de Blois et Adèle (ou Alix) de Normandie
- Gautier III d'Heilly (né en 1140), leur fils, seigneur d'Heilly, épouse Élisabeth d'Encre (née en 1125 ou 1149), fille de Baudouin d'Encre, seigneur d'Encre, et Marguerite de Clermont (vers 1104 - 1150), comtesse d'Amiens. En 1229 (?), Gautier III, seigneur d'Heilly, fait savoir que l'abbé et les religieux de Corbie, dont il est le vassal, lui ont cédé en augment de fief, pour lui et pour ses héritiers, leurs marais et une partie de ceux qu'ils avaient rachetés des bourgeois. Il en marque les limites, ainsi que celles de la portion qui reste jointe au domaine de l'abbaye et réservée à son usage[2].
- Thibaud III, chevalier, fils du précédent, seigneur d'Heilly (1170-1218), épouse Agnès de Rumilly.
  - En 1169, Thibault d'Heilly, frère du précédent, est nommé évêque d'Amiens, jusqu'en 1204.
  - François d'Heilly († 1229), frère du précédent.
  - Avicie d'Heilly, sœur des précédents, citée dans une charte de Gautier III d'Heilly, son père en 1219, touchant les autels, patronages, prébendes et décimes des églises de Souilloy, d'Heilly, de Ribemont, de Villers-Bretonneaux et Ploich, et dans des chartes d'Artois, qui sont à Lille aux feuillets 215. v°. & 216. ès années 1239 et 1243, où il est fait mention de Gilles Ier de Mailly, son mari [3].
- Gautier IV seigneur d'Heilly, fils de Thibaut III et d'Agnès de Rumigny, épouse en 1246, Jeanne de Picquigny, fille de Gérard de Picquigny et de Laure de Montfort.
- Thibaud IV seigneur d'Heilly, leur fils, épouse Marie de Picquigny
- Aélis d'Heilly (né en 1240), leur fille, dame d'Heilly et de Rumilly, épouse, en 1270, Baudouin IV de Créqui (1235-1280), fils de Philippe de Créqui (1205-1255) et d'Alix de Picquigny (1205-1265)[4].
- Jean Ier seigneur d'Heilly, frère cadet d'Aélis d'Heilly, épouse entre 1280 et 1288 Alixe de Pas (1278-1319), fille de Jacques de Pas. Il fut sire de Heilly et de Pas et fut envoyé en Flandre en juin 1296, avec Gaucher d'Autreches et Renaud de Trie, puis en septembre, fut commis à la garde de la ville de Douai. En 1297, il combattit en Gascogne et y mourut. Sa fille Isabelle d'Heilly épousa Renaud II de Trie[5]

### Famille de Créquy
- Baudoin de Créquy, épouse Aalis d'Heilly, fille de Thibaud IV d'Heilly et Marie de Picquigny (supra) ;
- Philippe de Créquy (vers 1250/55 - après 1320), leur fils, hérita par sa mère des seigneuries d'Heilly et de Rumilly.. Il épouse Estheuille de Mareuil ;
- Jean II de Créquy, seigneur d'Heilly (1295-1330), leur fils, épouse en 1315 Marthe de Picquigny (née en 1299), dame de Lœuilly, puis Isabelle de Broyes ;
- Mathieu de Créquy, seigneur d'Heilly et de Pas, leur fils. Tuteur de Jean de Chambly, son neveu, en 1329. Il guerroyait entre 1337 et 1339 sous la bannière des Créqui.
- Jacques Ier de Créquy (1315-1362), frère de Mathieu de Créqui, seigneur d'Heilly et de Pas, il servit en Picardie sous le roi de Navarre avec quatre chevaliers et dix sept écuyers, depuis le 19 août 1352 jusqu'au 16 septembre. Il prit part à la bataille de Poitiers (1356) où il combattit vaillamment. En 1358, il était à la prise de Saint-Valery dans la compagnie de Jacques de Bourbon, comte de Ponthieu et connétable de France. Il combattit contre Charles de Navarre. Épouse  Alix de Coucy, fille de Thibaut, sire de Vervins.

- Jacques II de Créquy, seigneur d'Heilly, leur fils, épouse, par contrat en 1365, Ade de Renneval, fille de Raoul, grand panetier de France et de Philippotte de Luxembourg.
- Jacques III de Créquy leur fils, seigneur d'Heilly, servit du duc de Bourgogne, Jean sans Peur, dont il fut l'un des principaux capitaines. Seigneur de Heilly et de Pas, il participa, avec Sigismond de Luxembourg, roi de Hongrie, à la Bataille de Nicopolis contre Bayezid Ier, sultan ottoman, en 1396. En 1408, il marcha contre les Liégeois révoltés contre leur prince-évêque pour rétablir, Jean de Bavière, sur le siège épiscopal. En 1413, il fut fait Lieutenant général de Guyenne. Fait prisonnier à Bordeaux, il s'enfuit. Il prit part à la bataille d'Azincourt, en 1415, et fut tué par les Anglais, au motif que, contre sa parole, il s'était échappé de sa prison[4].
- Agnès de Créquy, sœur de Jacques III de Créqui. Épouse en 1410 à Jacques de Bailleul-Doulieu, seigneur de Bavinchove, puis à Beaugeois, seigneur d'Inchy. Elle recueillit l'héritage de son frère, c'est-à-dire les terres d'Heilly, de Pas et de Sourdon, mais aussi d'un oncle maternel, Jean de Raineval, tué à Azincourt, la seigneurie du Cardonnois et deux fiefs à Esclainvillers, tenus de la châtellenie de Montdidier. En 1425, elle possédait encore le fief noble à Thennes. La majeure partie de son héritage passa à Jean d'Ailly, vidame d'Amiens [6],[7].

### Famille de Chambly
- Pierre VII de Chambly épouse en secondes noces, Jeanne d'Heilly
- Jean Ier de Chambly, (mort entre 1371 et 1375), leur fils, sous la tutelle de Mathieu d'Heilly en 1329. Épouse avant 1367 Jacqueline Quiéret de La Vacquerie (fille de Tristan Quiéret, amiral de France).

### Familles de Belloy et d'Hargicourt
- Marie de Chambly, dame de Ribemont et d’Avesnes, fille de Jean Ier de Chambly, épouse en 1389 Robert dit «Rigaud» de Belloy, écuyer, fils de Jean, chevalier, seigneur de Belloy et Morangles et de Philippa de Montmorency, dame de Socourt, Maffliers, Montsoult et Ferrières-en-Brie.
- Jeanne de Belloy (née ~1393), dame de Ribemont et d’Avesnes, épouse en premières noces, en 1416, Pierre d’Hargicourt.
- Marie d’Hargicourt, leur fille, héritière de la seigneurie Heilly en 1444, épouse Jean de Pisseleu, chevalier, seigneur de Fontaine-Lavaganne, etc.

### Famille de Pisseleu
- Jean II de Pisseleu[8] (mort après 1476), chevalier, seigneur de Fontaine-Lavaganne et Marsales puis d'Heilly (fief hérité, au nom de sa femme, de son beau-père en 1454) ; relève de l’Abbé de Corbie les fiefs d’Heilly, de Hautecloque et de La Beurière. Le 24 mars 1455, il obtint la recréance de la terre d'Heilly par arrêt du 29 mars 1460 contre Louis de Luxembourg, comte de Saint-Pol. Conseiller et chambellan du roi. Il assista au sacre de Louis XI où il fut fait chevalier. Il épouse en premières noces, Marie d’Hargicourt, dame d'Heilly (1444), fille de Pierre d'Hargicourt, chevalier, et de Jeanne de Belloy, dame d’Heilly, Ribemont et Avesnes. Il épouse en secondes noces, Jeanne de Dreux (née ~1439), fille de Robert de Dreux, vidame et baron d’Esneval, et de Guillemette de Segrie.
- Guillaume de Pisseleu (vers 1470 - vers 1526-29), chevalier, seigneur d'Heilly, Pisseleu, Fontaine-Lavaganne, Oudeuil-le-Châtel et Saint-Deniscourt, capitaine de mille homme de pied de la Légion de Picardie sous le roi Louis XII. Il défendit Thérouanne contre les Anglais et les Impériaux (1512, avec les sires. Épouse en premières noces, en 1488, Isabeau Le Josne (~1468 - ~1498), petite-fille de Louis Le Josne, seigneur de Contay et de Jacqueline de Nesle, et fille de Charles de Contay et de Barbe van Halewijn. Il épouse en deuxièmes noces, en 1499, Anne Sanguin (~1479 - ~1518), fille d’Antoine Sanguin, seigneur de Meudon, et de Marie Simon. Il épouse en troisièmes noces, en 1519, Madeleine de Laval (~1496 - après 1550), fille de René Ier de Laval seigneur de La Faigne, et d’Antoinette Havart, dame de Ver. - Du premier mariage, sont issus, Adrien, qui suit, et Charles de Pisseleu, évêque de Mende, puis évêque de Condom. - Du deuxième mariage, sont issus la célèbre Anne de Pisseleu, duchesse d'Etampes, qui suivra, François de Pisseleu évêque d'Amien de 1546 à 1552 et abbé de St-Corneille de Compiègne, Marie abbesse de St-Paul-lès-Beauvais, Perronne femme de Michel de Barbençon de Cany, enfin Marie de Pisseleu, prieure du prieuré Saint-Louis de Poissy puis abbesse de l'abbaye de Maubuisson. - De son 3e lit, Guillaume eut : Louise femme de Guy Chabot de Jarnac, Charlotte femme de François III d'Avaugour comte de Vertus et de Goëllo puis de Jacques de/du Brouillard/Broullat de Lizy, et Claude de Pisseleu, marié à Madeleine Sanguin.
- Adrien de Pisseleu (Amiens, 8 février 1488 - Amiens, 8 février 1558), leur fils, chevalier, seigneur d’Heilly, Pisseleu, Fontaine-Lavaganne, Tiers-Fontaine, Ricqueville, Auneuil, Saint-Léger, Gaudechart, Bailleul-sur-Thérain, Oudeuil-Le-Chastelet, Ribémont, écuyer de l’Écurie du Roi, capitaine de 1.000 hommes d’armes de pied de la Légion de Picardie, bailli, capitaine et gouverneur d’Hesdin et de Beauquesne, blessé au siège d’Hesdin en 1537, gouverneur de Maubeuge en 1543. Adrien de Pisseleu épouse Charlotte d’Ailly, morte après 1559, fille de Louis (alias Antoine) d'Ailly, (mort le 10 novembre 1509) écuyer, seigneur de Varennes et Lesdaing, et de Charlotte de Bournonville, dame de La Vallée, Caumont, Erémenacourt et Brally (morte le 13 ou 23 septembre 1534). De ce mariage, sont issus : Jean de Pisseleu, qui va suivre, Jeanne de Pisseleu, mariée avec Louis de Coesmes, seigneur de Lucé et Bonnétable.
- Anne de Pisseleu (vers 1508 - après 1575), sœur d'Adrien de Pisseleu, favorite de François Ier, épouse Jean IV de Brosse, qui reçut le comté d'Étampes, que Francois Ier érigea en duché en 1536 [1].
- Jean de Pisseleu (mort à Heilly, 8 juin 1584), fils d'Adrien de Pisseleu, seigneur d’Heilly, Fontaine-Lavaganne, Pisseleu, Bailleul-sur-Thérain, Ribémont, Jouy-sous-Thelle, Oudeuil-Le-Chastel et Gaudechart, Gouverneur de Corbie, chevalier de l'Ordre du Roi, gentilhomme de sa chambre. Épouse en premières noces, le 2 décembre 1551, Françoise de Scépeaux, laquelle mourut avant 1569. Il épouse en secondes noces, le 27 juin 1569, Françoise de Pellevé (remariée avec Michel d'Estourmel), dame de Jouy et d’Aunay, morte après 1585, fille de Jean de Pellevé, seigneur de Jouy, et de Renée de Bouvery.
- Léonor de Pisseleu (10 octobre 1578 - 30 novembre 1613), leur fils, seigneur d’Heilly, Pisseleu, Fontaine-Lavaganne, Oudeuil-le-Chastel, La Mothe, Bernalieu, Gaudechart, Bruneaulieu, Malpart et Gratibus. Épouse vers 1600, Marie de Gondi (vers 1582 - 1er mai 1648), fille de Jérôme de Gondi, chevalier d’honneur de la reine Catherine de Médicis, et de Louise de Bonacorsi. Tous deux ont une fille, Françoise de Pisseleu, qui suit, dame d'Heilly, et un fils, Léonor de Pisseleu, qui suivra.
- Françoise de Pisseleu (~1601 - après 1653), leur fille aînée, dame d'Heilly, épouse en 1621, Charles-Antoine de Gouffier, seigneur puis marquis de Brazieux et d’Heilly, mort en 1654, troisième fils de Timoléon de Gouffier, seigneur de Thoix, et d’Anne de Lannoy. Elle fait entrer Heilly dans la Maison de Gouffier (infra).
- Louis de Pisseleu (~1604 - après 1663), fils de Lénor de Pisseleu, frère de Françoise de Pisseleu, seigneur d’Heilly, Pisseleu, Fontaine-Lavaganne, Ribémont, Bruneaulieu, Jouy-sous-Thelle, Oudeuil-le-Chastel, Gaudechart et La Mothe, capitaine d’une compagnie de Chevau-Légers à Corbie[9].

### Famille de Gouffier
Le mariage de Charles Antoine Gouffier en 1621 avec Françoise de Pisseleu, fait entrer Heilly dans la Maison de Gouffier.
- Charles Antoine de Gouffier et Françoise de Pisseleu ont pour successeur à Heilly, leur fils
- Honoré Louis Gouffier, chevalier, seigneur d'Heilly, Bouillancourt, Brasseux, mort en 1694, marié en 1646 avec Germaine Martineau, morte à Heilly le 8 mars 1691, fille de Jean Martineau, trésorier des parties casuelles, et de Madeleine Payen. Leur fils leur succède à Heilly :
- Charles Antoine Gouffier, chevalier, marquis d'Heilly, seigneur de Ribemont... Maréchal des camps et armées du Roi. Il meurt le 23 mai 1706, âgé de 33 ans, des suites de blessures reçues à la bataille de Ramillies. En 1694, il avait épousé Catherine Angélique d'Albert de Luynes, morte en 1746, fille de Louis Charles d'Albert, duc de Luynes, Pair de France, chevalier des Ordres du Roi, et d'Anne de Rohan-Montbazon. Tous deux laissent deux filles et un fils, qui leur succède comme marquis d'Heilly :
- Charles Antoine, ou Louis Charles de Gouffier, chevalier, marquis d'Heilly, seigneur de Ribemont, Franvillers, etc., Maréchal des camps et armées du Roi, Gouverneur de Corbie, chevalier de Saint Louis[10], (1698-1777), marié en 1734 avec Marie Catherine Phélypeaux d'Outreville, morte en 1760, fille de François Phélypeaux, chevalier, seigneur d'Outreville, conseiller du Roi en ses conseils, maître des requêtes ordinaire de son hôtel, et de Marie Catherine Voisin. Fille unique, elle est l'héritière d'une importante fortune. Tous deux font reconstruire le château d'Heilly. Ils laissent pour héritière, leur fille, restée également unique [11] :
- Adélaïde Marie Louise de Gouffier (16 décembre 1751-1816) [12]. Elle n'émigre pas à la Révolution, qu'elle passe à Amiens, et peut ainsi conserver ses biens.

### Famille de Choiseul
Adélaïde Marie Louise de Gouffier épouse en 1771 
- Auguste de Choiseul (1752-1817), qui prit le nom de Choiseul-Gouffier. Ce fut le dernier seigneur d'Heilly. Il fut aussi diplomate, explorateur, membre de l'Académie française et pair de France. À leur décès, tous deux laissent six enfants et une situation financière précaire. Heilly échut à une de leurs filles :
- Alexandrine Eugénie Olympe Zéphyrine de Choiseul-Gouffier (1782-1828) [13].

### Famille de Moreton de Chabrillan
Alexandrine Eugénie Olympe Zéphyrine de Choiseul-Gouffier épouse, en 1803, 
- Aimé Jacques Constant de Moreton comte de Chabrillan, officier d'ordonnance, puis chambellan de l'Empereur Napoléon, puis gentilhomme de la chambre du Roi Charles X (1780-1847). Tous deux laissent quatre enfants, qui vendent en 1846 le château d'Heilly, à démolir [14].

## Pour approfondir

### Sources
1. 1 2  Archives historiques et ecclésiastiques de la Picardie et de l'Artois par Paul Roger.
2. ↑  Recueil des monuments inédits de l'histoire du tiers état chartes, coutumes, actes municipaux... par Louandre, Charles Léopold, 1812-1882, Thierry, Augustin, 1795-1856, Augustin Thierry, États généraux, France, Tiers État
3. ↑  Vingt-cinquième génération
4. 1 2  Dictionnaire Universel de La Noblesse de France par M. de Courcelles
5. ↑  Abbé Edouard Jumel, Monographies de Picardie - Deuxième série : Heilly, Amiens, Delattre-Lenoel, 1876, 100 p. (lire en ligne), p. 52-69
6. ↑  Abbé Edouard Jumel, Monographies de Picardie - Deuxième série : Heilly, Amiens, Delattre-Lenoel, 1876 (lire en ligne), p. 70-71
7. ↑  DHA Picardie, tome IV, p. 49-59, 1927
8. ↑  « Maison de Pisseleu », sur Racines & Histoire
9. ↑  Abbé Edouard Jumel, Monographies de Picardie - Deuxième série : Heilly, Amiens, Delattre-Lenoel, 1876, 100 p. (lire en ligne), p. 72-76
10. ↑  « Louis Charles de Gouffier, face au grand canal de son château d'Heilly ; portrait par Carmontelle », sur Artnet (consulté le 20 avril 2020)
11. ↑  Jacques Cuvillier, Famille et patrimoine de la haute noblesse française au XVIIIe siècle, le cas des Phélypeaux, Gouffier, Choiseul, Paris, L'Harmattan, 2005, 560 p. (ISBN 2-7475-9154-9, lire en ligne), p. 103
12. ↑  Abbé Edouard Jumel, Monographies de Picardie - Deuxième série : Heilly, Amiens, Delattre-Lenoel, 1876, 100 p. (lire en ligne), p. 76-78
13. ↑  Abbé Edouard Jumel, Monographies de Picardie - Deuxième série : Heilly, Amiens, Delattre-Lenoel, 1876, 100 p. (lire en ligne), p. 78
14. ↑  Christian du Passage, Châteaux disparus dans la Somme, Amiens, CRDP, 1987, p. 26 à 28 et 127